# Басел Хартабил
Басел Хартабил (на арабски: باسل خرطبيل) е сирийски софтуерен разработчик на отворен код.

## Биография
Басел Хартабил е роден на 22 май 1981 г. в Дамаск.
На 15 март 2012 г., година след гражданската война в Сирия е задържан от правителството на Сирия.
На 21 март 2013 г. му е присъдена наградата Индекс на цензурата.